# Wolfram Kinze
Wolfram Kinze (* 25. Juli 1942; † 4. November 2024) war ein deutscher Neurologe und Psychiater.

## Leben
Kinze war von 1977 bis 2007 Chefarzt der Klinik für Kinder- und Jugendpsychiatrie, Psychotherapie und Psychosomatik in Lübben (heute Asklepios Fachklinikum Lübben).
Kinze war parteiloser Stadtverordneter der CDU im Rat der Stadt Lübben, er war Mitglied des Vorstands des Instituts für Verhaltenstherapie und Mitglied der Stiftung Hospital zum Heiligen Geist. Er war 2012 Vorsitzender einer Besuchskommission des Landes Brandenburg, die die drei Standorte des Unternehmens Haasenburg besucht und die untergebrachten Jugendlichen befragte. Die Kommission schrieb in ihrem Abschlussbericht, dass die Befragung „keine Kritikpunkte ergeben“ hätte. Im Jahr darauf wurden alle Einrichtungen des Unternehmens aufgrund der Unterbringungsbedingungen und zahlreichen Vorwürfen gegen Betreuer und Heimleitungen geschlossen. In diesem Zusammenhang wurde auch thematisiert, dass Kinze berufliche Beziehungen zum Inhaber des Unternehmens hatte. Die Schließung der Haasenburg-Heime wurde schließlich für rechtswidrig befunden.

## Schriften
- Wolfram Kinze: Xanthochromer Liquor in 131 Fällen. Analyse unter besonderer Beachtung des gemeinsamen Auftretens von Xanthochromie und Pleozytose im Liquor cerebrospinalis. Dissertation, Medizinische Akademie Dresden, 1967
- Wolfram Kinze: Diagnostik und Therapie von Konzentrationsstörungen im Kindesalter – eine mehrdimensionale Analyse von 248 verhaltensauffälligen Normalschulkindern. Dissertation B (Habilitation), Medizinische Akademie Magdeburg, 1986
- Harald Barchmann, Wolfram Kinze und Norbert Roth: Aufmerksamkeit und Konzentration im Kindesalter: interdisziplinäre Aspekte. Verlag Gesundheit, Berlin 1991, ISBN 3-333-00606-5
- Kurt Czerwenka, Roswitha Bolvansky und Wolfram Kinze: Hyperaktive Kinder. Ein Elternhandbuch. Beltz, Weinheim und Basel 1997, ISBN 3-407-85714-4
- Wolfram Kinze (Hrsg.): Entwicklungslinien in der Kinder- und Jugendpsychiatrie. Beiträge zum 130-jährigen Bestehen des Asklepios Fachklinikums in Lübben (= Schriftenreihe zur Medizin-Geschichte des Landes Brandenburg, Band 14). bebra Wissenschaftsverlag, Berlin 2007, ISBN 978-3-937233-37-6
- Frank Häßler, Wolfram Kinze und Norbert Nedopil (Hrsg.): Praxishandbuch Forensische Psychiatrie des Kindes-, Jugend- und Erwachsenenalters. Grundlagen, Begutachtung und Behandlung. Medizinisch Wissenschaftliche Verlagsgesellschaft, Berlin [2013], ISBN 978-3-95466-092-6